# Albakiara - Il film
Albakiara - Il film è un film del 2008 diretto da Stefano Salvati, sceneggiato insieme a Carlo Lucarelli e girato a Bologna. In Italia la pellicola è stata vietata ai minori di 14 anni.
Il titolo della pellicola è in riferimento al celebre brano di Vasco Rossi Albachiara (1979).

## Trama
La polizia di Bologna ha sequestrato un carico di 200 kg di cocaina, che l'ispettore corrotto Alessandro Castri e alcuni suoi compagni vogliono rubare prima di tornare a New York. All'improvviso una di questi, l'agente Maria Berti, si dissocia dal piano perché incinta, e Castri le spara.
Due altri complici, Andrea Giarratana e Baldo Gabrielli, negozianti, pensano di nascondere la droga nella cantina della sorella di Baldo, Paola; intanto da alcuni clienti scoprono che qualcuno ha bucato delle scatole di caffè e biscotti del loro magazzino e li ha svuotati in parte. La protagonista, Chiara Malaguti, nipote di Baldo, è una liceale frivola, ladruncola, attaccata al sesso e alla moda, esponente della "generazione K", che non studia e che, quel giorno, sperava di ottenere un bel voto in inglese dal professore in cambio di sesso. Dopo una lite con lo zio perché è stata lei a rubare il cibo, a scuola Chiara fa la conoscenza della supplente di inglese, Kelly Jason, con la quale fa un'interrogazione disastrosa.
Durante la sera, Chiara e delle coetanee in una discoteca fanno sesso orale a vari altri clienti a pagamento, che forse è solo una fra molte di quelle che Chiara chiama "serate gangster", fatte di pasticche, cocaina e gare di fellatio, quindi lei invita a casa propria il suo ragazzo, Nico Zanardi, studente universitario e DJ.
Con Chiara vivono la madre Paola Gabrielli, che lavora nella scuola di volo e paracadutismo "Heron" e la sorella Esmeralda, che dipinge in particolare aironi (logo della compagnia della madre) e si isola dal mondo da tre mesi, considerando il mondo "cattivo" per motivi non chiari.
Come da piano, Castri finge di far la guardia alla cocaina, destinata a un inceneritore, e attende Baldo, Andrea e suo fratello Vincenzo: questi sempre come vuole il piano stordiscono l'ispettore e portano la droga a casa Malaguti. Più tardi si intrattengono con amici ed escort, ma poco dopo muoiono in un incidente stradale.
Il giorno del compleanno del bidello Tony, che fa girare droga fra gli studenti, Chiara cucina una torta e la cosparge di quello che pare zucchero a velo, preso dalla cantina, e che invece è proprio la cocaina: scopertolo a scuola, i due organizzano un grande rave party per venderla, in un hangar della Heron, e per farlo Chiara stordisce la madre con una droga datale da Tony e le ruba le chiavi dell'hangar. Intanto, Nico insieme a due amiche di Chiara gira dei video pornografici, raccogliendo numerose visualizzazioni in poco tempo. Anche la prof.ssa Jason, vicina di casa di Chiara, in occasione di un guasto idraulico in casa propria riceve ospitalità dalla ragazza, e si unisce a lei e a Tony a drogarsi, e visto che cerca l'ispirazione per scrivere qualcosa, la ragazza le racconta una delle proprie "serate gangster".
La polizia avvia l'indagine sul furto della cocaina, intuendo che Castri è complice dei ladri. Questo intanto, rinvenuto, scopre la morte dei complici, e messo sotto pressione dal "dottor K" (forse è l'uomo a cui Castri e complici vogliono portare la droga) comincia a interrogare tutti i pregiudicati nelle vicinanze, in cerca della cocaina. Poco dopo viene chiamato a indagare sul rave party, vi trova le bustine di cocaina e la maschera che usava Nico nei suoi video, e due astanti gli confermano la presenza di Nico: già risalito a Paola Gabrielli, perché i due uomini gli hanno detto che lei gestisce l'hangar, segrega il ragazzo, lo tortura e da un video che Chiara ha mandato al cellulare di lui, in cui nomina la cocaina, capisce chi ha rubato la droga, infine uccide Nico.
A casa, Esmeralda grida che "non è più sicuro lì" ed esce sotto la pioggia disperata, irrompe Castri, che si fa portare da Chiara nella cantina, e trovata la droga rimasta uccide Chiara con un colpo di pistola.
Nella scena finale, vediamo Castri ucciso da qualcuno non meglio identificato.

## Colonna sonora
Tra la colonna sonora del film vi sono le canzoni:
- Albachiara - Vasco Rossi
- Rewind - Vasco Rossi
- Dillo alla Luna - Vasco Rossi
- Ti prendo e ti porto via - Vasco Rossi
- Un senso - Vasco Rossi
- Colpa del whisky - Vasco Rossi
- Bollicine - Vasco Rossi
- Bollicine - Vasco Rossi (Saffa Remix)
- Cosa succede in città - Vasco Rossi
- Buongiorno a te - Pia Tuccitto
- Danza dei cavalieri - Sergej Sergeevič Prokof'ev (da Romeo e Giulietta)
- New York, New York - Luciano Pavarotti (F.Ebb – J.Kander)
- The Shed
- Kiara-Nico SeaLove
- At School
- The Mugther
- Kelly Slide
- Una sporca domenica
- Baldo Tema
- Esmeralda Tema
- The Hangar
- The Night Club
- Broken Shower

## Doppiaggio
Il doppiaggio è diretto da Rodolfo Bianchi, che presta la voce al personaggio fuori campo di K.

## Distribuzione
Il film è distribuito in Italia dalla Mikado Film. La distribuzione internazionale (al momento in Giappone, Taiwan e Corea) è stata affidata alla Wide Management.

## Incassi
Il film è uscito nelle sale italiane il 24 ottobre 2008, debuttando al 7º posto in classifica con 449 561 euro di incasso. Al 9 novembre 2008, gli incassi del film hanno raggiunto gli 811 000 € totali, un risultato inferiore alle aspettative.

## Accoglienza
Il film è stato un pesante flop al botteghino e ha ottenuto stroncature e giudizi negativi sia dal pubblico sia dalla critica. Gli esperti cinematografici ritengono che il regista abbia stereotipato il mondo dei giovani, portandolo così a ridicolizzarlo. Tra questi:
- Alberto Castellano, Il Mattino:

- Lietta Tornabuoni, La Stampa:

- Paolo D’Agostini, La Repubblica:

- Massimo Bertarelli, Il Giornale:

- Cristina Borsatti, Filmtv.it[4]:

- Diego Altobelli, FilmUP.com[5]:

Inoltre, il film spopolò nel web come trash, diventando oggetto di moltissime parodie e memes. 